# جون كايتولانو
جون كايتولانو (18 أكتوبر 1999 بجمهورية الكونغو الديمقراطية - ) هو لاعب كرة قدم نرويجي في مركز الدفاع. شارك مع منتخب النرويج تحت 17 سنة لكرة القدم ومنتخب النرويج تحت 19 سنة لكرة القدم. أما مع النوادي، فقد لعب مع نادي أود.

## روابط خارجية
- جون كايتولانو على موقع الاتحاد الأوربي (الإنجليزية)
- جون كايتولانو على موقع اتحاد النرويج (النرويجية)
- جون كايتولانو على موقع قاعدة بيانات كرة القدم.إي يو (الإنجليزية)
- جون كايتولانو على موقع Soccerway.com (الإنجليزية)
- جون كايتولانو على موقع عالم كرة القدم.نت (الإنجليزية)